# Rokeby, Tasmanien
Rokeby är en del av en befolkad plats i Australien. Den ligger i kommunen Clarence och delstaten Tasmanien, i den sydöstra delen av landet, omkring 10 kilometer öster om delstatshuvudstaden Hobart. Antalet invånare är 3 026.
Runt Rokeby är det ganska tätbefolkat, med 124 invånare per kvadratkilometer.. Närmaste större samhälle är Hobart, omkring 10 kilometer väster om Rokeby. 
Genomsnittlig årsnederbörd är 697 millimeter. Den regnigaste månaden är juli, med i genomsnitt 78 mm nederbörd, och den torraste är februari, med 41 mm nederbörd.